# Pholidobolus vertebralis
Pholidobolus vertebralis är en ödleart som beskrevs av O’Shaughnessy 1879. Pholidobolus vertebralis ingår i släktet Pholidobolus och familjen Gymnophthalmidae. Inga underarter finns listade i Catalogue of Life.
Arten förekommer från Panama över Colombia och Ecuador till nordvästra Peru. Den lever i regioner som ligger 700 till 2500 meter över havet. Honor lägger ägg.